# Sorana Cîrstea
Sorana Mihaela Cîrstea (Bucarest, 7 de abril de 1990) es una tenista profesional rumana. Su mejor posición en el ranking WTA fue el n.º 21, que alcanzó en agosto de 2013, lo que la ubicó como la segunda de su país tras Simona Halep. Llegó hasta los cuartos de final del Roland Garros 2009 y a la final del Masters de Canadá 2013.

## Biografía
Cirstea es hija de Mihai y Liliana y nació en Bucarest, Rumanía, pero actualmente reside en Târgovişte. Tiene un hermano, Mihnea, 5 años menor que ella. Cirstea fue introducida en el tenis a la edad de 4 años por su madre. "Mi mamá y papá siempre han seguido el tenis y ellos me animaron a empezar a jugar el deporte cuando era joven. Ellos son la razón por la que yo comencé a jugar tenis y supongo que ellos son a los que tengo que agradecer por convencerme en esto". Cîrstea cita a Steffi Graf y Roger Federer como sus ídolos. Cirstea habla rumano, inglés, y español, y está mejorando su francés.

## Carrera profesional

### 2005-2006
Sorana tiene una carrera exitosa en juniors, fue número 1 en la lista de ranking mundiales de menores de 14, en el 2003. También ella es una jugadora excampeona del Circuito ITF Junior top-10, alcanzando su ranking más alto de número 6 el 26 de junio de 2006. Su mejor resultado incluye el título en 2005 del Abierto Alemán junio (Grado 1) derrotando a Erika Zanchetta 6-2, 6-7, 6-3 en la final. En el torneo Trofeo Bonfiglio (Grado A) ella fue finalista el año pasado y semifinalista en 2006. Allí perdió la final en contra de su compatriota Ioana Raluca Olaru después de haber derrotado en aquel entonces a la número 1 en el ranking Anastasiya Pavliuchenkova en las semifinales. Cirstea se presentó al final de la temporada en los torneos de juniors ITF Grado 1, Eddie Herr International y a la Copa Mundial de Yucatán en 2005 y 2006. También en Opus Nottinghill International en el 2006. Cirstea comenzó su carrera profesional en el 2006.

### 2007-2008
En abril de 2007, ella tuvo que clasificar en el cuadro principal y llegó a la final del Budapet Grand Pix, un evento de Tier III que se lleva a cabo en Budapest, Hungría. En la primera ronda, Sorana le ganó a Kira Nagy de Hungría 7-6 (7-5), 3-6, 6-3, en la segunda ronda a Martina Muller de Alemania 3-6, 6-2, 6-2. Sorana venció a Eleni Daniilidou de Grecia 2-6, 6-1, 6-4 en los cuartos y a Karin Knapp de Italia 3-6, 6-4, 6-3 en la semifinal. Cirstea perdió en la final contra Gisela Dulko de Argentina 7-6 (7-5), 2-6, 2-6. Al llegar a la final, ella se convirtió en la primera jugadora Rumana en alcanzar una final del Tour desde que Ruxandra Dragomir lo hizo en junio del 2000. Durante su trayecto, Sorana venció a dos jugadoras dentro del ranking de las Top 40 de la WTA.

## Estilo de juego
De acuerdo con Tennis Spy, no parece que ella se mueva rápido alrededor de la pista, pero en realidad es engañosa porque cubre rápido el suelo con sus largas zancadas y buena indicación del juego. Como una buena jugadora de dobles, es también una muy fuerte voleadora y también tiene sólidos golpes. Drives y revés son repartidos con empuje, sacando la pelota rápidamente en ambos lados. Cirstea padece carencias a la hora de dar el golpe final: por ejemplo, en su derrota de la tercera ronda contra Victoria Azarenka en el Campeonato de Wimbledon 2009, Sorana dominó el primer set pero no pudo encontrar los puntos cruciales para cerrar el partido, y perdió en el tie break o muerte súbita. A pesar de ser competente en la red a menudo parece que carece de confianza para hacerse cargo y tomar control del punto.

## Títulos WTA (8; 2+6)

### Individual (2)
| Leyenda                                        |
| ---------------------------------------------- |
| Grand Slam (0)                                 |
| Juegos Olímpicos (0)                           |
| WTA Championships (0)                          |
| Tier I, P. Mandatory & Premier 5, WTA 1000 (0) |
| Tier II, Premier, WTA 500 (0)                  |
| Tier III & IV, International, WTA 250 (2)      |

| N.º | Fecha                | Torneo   | Superficie    | Oponente en la final | Resultado        |
| --- | -------------------- | -------- | ------------- | -------------------- | ---------------- |
| 1.  | 5 de octubre de 2008 | Tashkent | Dura          | Sabine Lisicki       | 2-6, 6-4, 7-6(4) |
| 2.  | 25 de abril de 2021  | Estambul | Tierra batida | Elise Mertens        | 6-1, 7-6(3)      |

#### Finalista (4)
| N.º | Fecha                    | Torneo      | Superficie    | Oponente en la final | Resultado        |
| --- | ------------------------ | ----------- | ------------- | -------------------- | ---------------- |
| 1.  | 23 de abril de 2007      | Budapest    | Tierra batida | Gisela Dulko         | 7-6(2), 2-6, 2-6 |
| 2.  | 11 de agosto de 2013     | Canadá      | Dura          | Serena Williams      | 2-6, 0-6         |
| 3.  | 28 de septiembre de 2019 | Tashkent    | Dura          | Alison Van Uytvanck  | 2-6, 6-4, 4-6    |
| 4.  | 29 de mayo de 2021       | Estrasburgo | Tierra batida | Barbora Krejčíková   | 3-6, 3-6         |

### Dobles (6)
| Leyenda                                        |
| ---------------------------------------------- |
| Grand Slam (0)                                 |
| Juegos Olímpicos (0)                           |
| WTA Championships (0)                          |
| Tier I, P. Mandatory & Premier 5, WTA 1000 (1) |
| Tier II, Premier, WTA 500 (0)                  |
| Tier III & IV, International, WTA 250 (5)      |

| N.º | Fecha                 | Torneo     | Superficie    | Pareja                    | Oponentes en la final                  | Resultado             |
| --- | --------------------- | ---------- | ------------- | ------------------------- | -------------------------------------- | --------------------- |
| 1.  | 10 de mayo de 2008    | Fes        | Tierra batida | Anastasiya Pavliuchenkova | Alisa Kleybanova Yekaterina Makarova   | 6-3, 6-2              |
| 2.  | 26 de octubre de 2008 | Luxemburgo | Dura (i)      | Marina Erakovic           | Vera Dushevina Mariya Koryttseva       | 2-6, 6-3, [10-8]      |
| 3.  | 8 de mayo de 2010     | Estoril    | Tierra batida | Anabel Medina             | Vitalia Diachenko Aurelie Vedy         | 6-1, 7-5              |
| 4.  | 27 de agosto de 2011  | Dallas     | Dura          | Alberta Brianti           | Alizé Cornet Pauline Parmentier        | 7-5, 6-3              |
| 5.  | 14 de abril de 2019   | Lugano     | Tierra batida | Andreea Mitu              | Veronika Kudermétova Galina Voskoboeva | 1-6, 6-2, [10-8]      |
| 6.  | 4 de mayo de 2025     | Madrid     | Tierra batida | Anna Kalinskaya           | Veronika Kudermetova Elise Mertens     | 6-7(10), 6-2, [12-10] |

#### Finalista (5)
| N.º | Fecha                 | Torneo    | Superficie    | Pareja           | Oponentes en la final                 | Resultado           |
| --- | --------------------- | --------- | ------------- | ---------------- | ------------------------------------- | ------------------- |
| 1.  | 17 de agosto de 2008  | New Haven | Dura          | Monica Niculescu | Květa Peschke Lisa Raymond            | 6-4, 5-7, [7-10]    |
| 2.  | 19 de abril de 2009   | Barcelona | Tierra batida | Andreja Klepač   | Nuria Llagostera María José Martínez  | 6-3, 2-6, [8-10]    |
| 3.  | 3 de mayo de 2009     | Fes       | Tierra batida | María Kirilenko  | Alisa Kleybanova Yekaterina Makarova  | 3-6, 6-2, [8-10]    |
| 4.  | 11 de julio de 2010   | Budapest  | Tierra batida | Anabel Medina    | Timea Bacsinszky Tathiana Garbin      | 3-6, 3-6            |
| 5.  | 12 de octubre de 2014 | Tianjin   | Dura          | Andreja Klepač   | Alla Kudryavtseva Anastasia Rodionova | 7-6(6), 2-6, [8-10] |

## Clasificación en torneos del Grand Slam

### Individual
| Torneo                 | 2007 | 2008 | 2009 | 2010 | 2011 | 2012 | 2013 | 2014 | 2015 | 2016 | 2017 | 2018 | 2019 | 2020 | 2021 | 2012 | G-P   | Títulos |
| ---------------------- | ---- | ---- | ---- | ---- | ---- | ---- | ---- | ---- | ---- | ---- | ---- | ---- | ---- | ---- | ---- | ---- | ----- | ------- |
| Australian Open        | -    | 1R   | 1R   | 2R   | 2R   | 3R   | 3R   | 1R   | 1R   | -    | 4R   | 2R   |      |      |      |      | 11–10 | 0       |
| Roland Garros          | -    | 2R   | CF   | 1R   | 3R   | 1R   | 3R   | 3R   | -    | 1R   | 2R   | 1R   |      |      |      |      | 12-10 | 0       |
| Wimbledon              | -    | 2R   | 3R   | 1R   | 1R   | 3R   | 2R   | 1R   | -    | 1R   | 3R   | 2R   |      |      |      |      | 9–10  | 0       |
| US Open                | -    | 2R   | 3R   | 1R   | 1R   | 2R   | 2R   | 2R   | -    | 1R   | 2R   |      |      |      |      |      | 7–9   | 0       |
| G–P                    | 0–0  | 3–4  | 8–4  | 1–4  | 3–4  | 5–4  | 6–4  | 3–4  | 0–1  | 0–3  | 7–4  | 2–3  |      |      |      |      | 39–39 | 0       |
| WTA Tour Championships | -    | -    | -    | -    | -    | -    | -    | -    | -    | -    | -    |      |      |      |      |      | 0-0   | 0       |